# Cristian Ruiz
Cristian Maciel Ruíz (San Miguel de Tucumán, Argentina, 10 de diciembre de 1981) es un exfutbolista argentino. Jugaba de delantero.

## Clubes
| Club                  | País       | Año         |
| --------------------- | ---------- | ----------- |
| CSD Flandria          | Argentina  | 2001 - 2002 |
| San Martín de Tucumán | Argentina  | 2004        |
| Once Caldas           | Colombia   | 2005        |
| Godoy Cruz            | Argentina  | 2005 - 2007 |
| Sportivo Patria       | Argentina  | 2008        |
| Real Potosí           | Bolivia    | 2009 - 2010 |
| The Strongest         | Bolivia    | 2011        |
| AZAL Baku             | Azerbaiyán | 2011        |
| Deportivo Pereira     | Colombia   | 2012        |
| San José              | Bolivia    | 2012 - 2013 |
| Racing de Córdoba     | Argentina  | 2013 - 2014 |
| Altos Hornos Zapla    | Argentina  | 2014 - 2015 |